# Plesionika

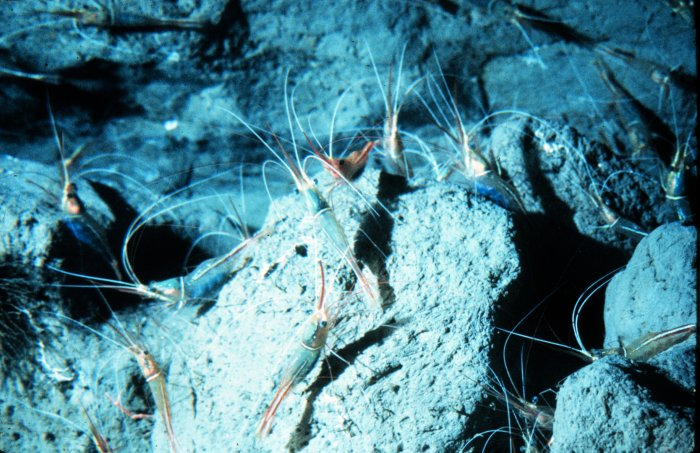
Plesionika sp.

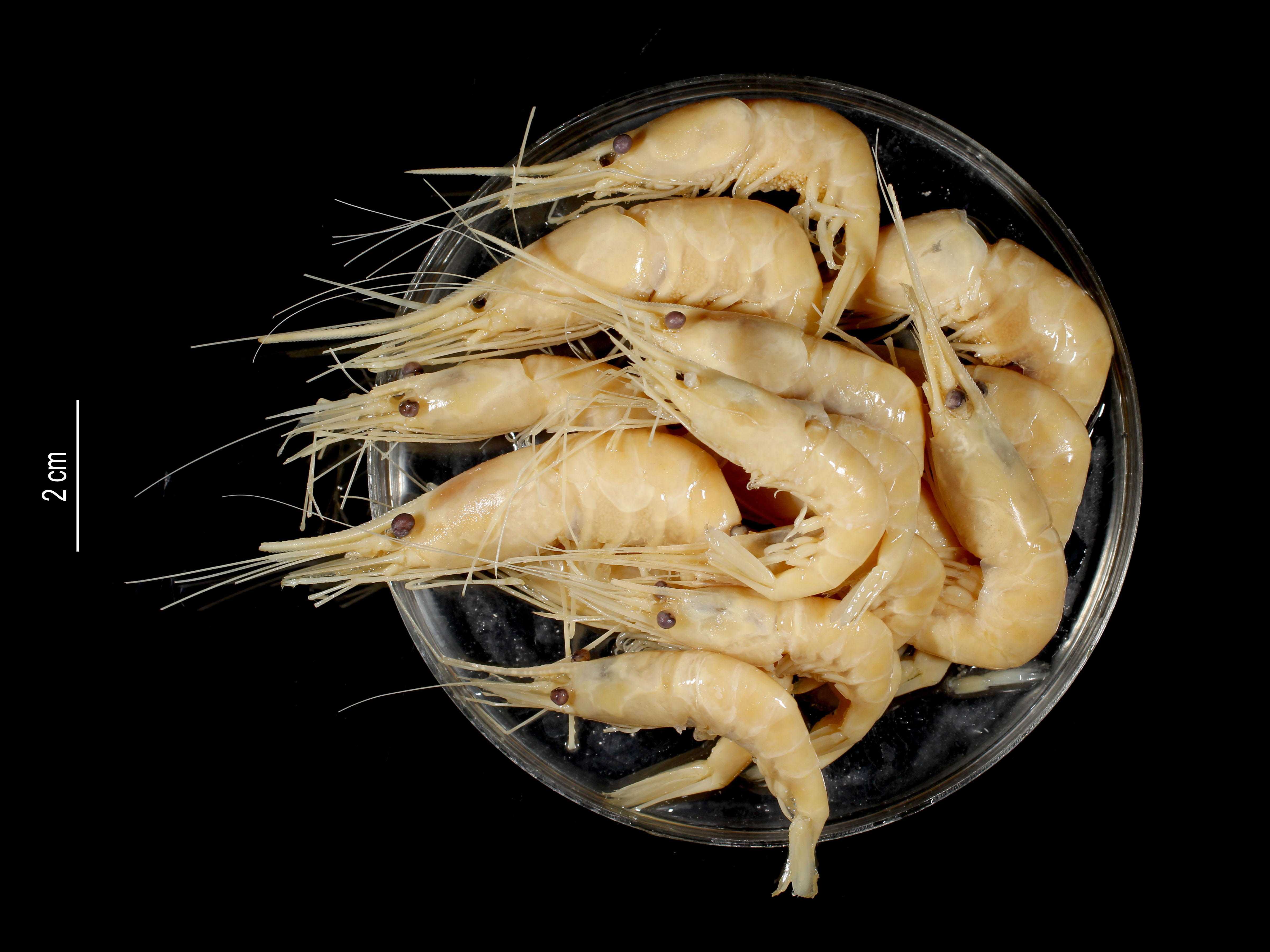
Plesionika echinicola

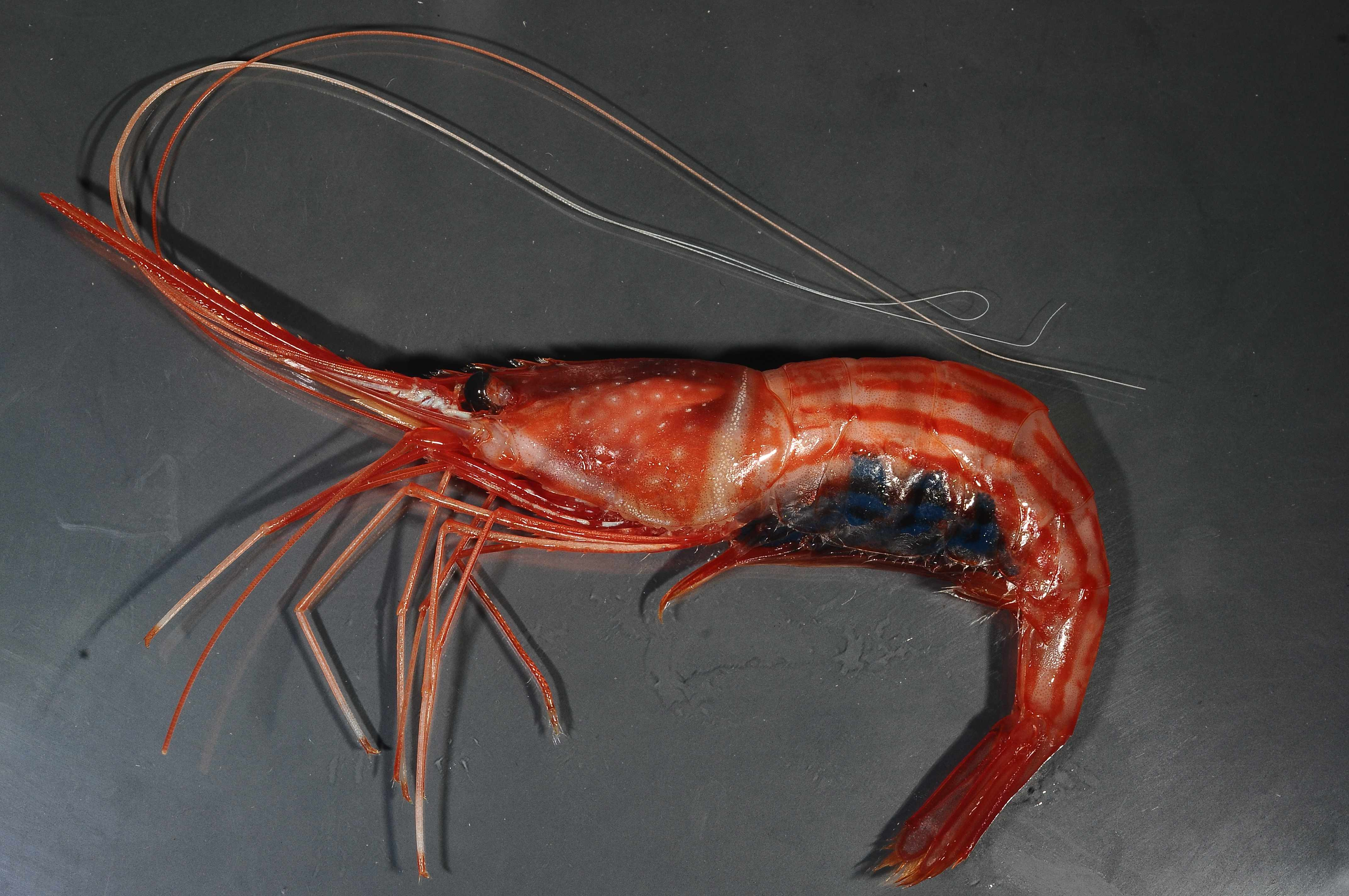
Plesionika sp.

Plesionika Spence Bate, 1888 è un genere di gamberetti appartenenti alla famiglia Pandalidae.

## Descrizione
Questi gamberetti sono caratterizzati da un rostro molto allungato che presenta, come negli altri gamberetti della famiglia Pandalidae, diversi denti.

## Distribuzione e habitat
Sono diffusi in tutti gli oceani. Vivono anche nei pressi delle montagne sottomarine.

## Tassonomia
In questo genere sono riconosciute quasi 100 specie:
- Plesionika acanthonotus (Smith, 1882)
- Plesionika acinacifer Chace, 1985
- Plesionika adensameri (Balss, 1914)
- Plesionika albocristata Chan & Chuang, 2002
- Plesionika alcocki (Anderson, 1896)
- Plesionika alexandri (A. Milne-Edwards, 1883)
- Plesionika antigai Zariquiey Alvarez, 1955
- Plesionika assimilis de Man, 1917
- Plesionika beebei Chace, 1937
- Plesionika bifurca Alcock & Anderson, 1894
- Plesionika bimaculata Chan, 2004
- Plesionika binoculus (Spence Bate, 1888)
- Plesionika brevipes (Crosnier & Forest, 1968)
- Plesionika brevirostris Spence Bate, 1888
- Plesionika carinata Holthuis, 1951
- Plesionika carinirostris Hendrickx, 1990
- Plesionika carsini Crosnier, 1986
- Plesionika chwitchii Burukovsky, 1978
- Plesionika costelloi (Yaldwyn, 1971)
- Plesionika crosnieri Chan & Yu, 1991
- Plesionika curvata Chan & Crosnier, 1991
- Plesionika echinicola Chan & Crosnier, 1991
- Plesionika edwardsii (Brandt, 1851)
- Plesionika ensis (A. Milne-Edwards, 1881)
- Plesionika erythrocyclus Chan & Crosnier, 1997
- Plesionika exigua (Rathbun, 1906)
- Plesionika fenneri Crosnier, 1986
- Plesionika fimbriata Chace, 1985
- Plesionika flavicauda Chan & Crosnier, 1991
- Plesionika geniculatus (A. Milne-Edwards, 1883)
- Plesionika gigliolii (Senna, 1902)
- Plesionika gracilis (Zarenkov, 1971)
- Plesionika grahami Kensley, Tranter & Griffin, 1987
- Plesionika grandis Doflein, 1902
- Plesionika heterocarpus (A. Costa, 1871)
- Plesionika holthuisi Crosnier & Forest, 1968
- Plesionika hsuehyui Chan, 2004
- Plesionika hypanodon Doflein, 1902
- Plesionika indica de Man, 1917
- Plesionika intermedia Chace, 1985
- Plesionika izumiae Omori, 1971
- Plesionika kensleyi Chace, 1985
- Plesionika laevis (A. Milne-Edwards, 1883)
- Plesionika laurentae Chan & Crosnier, 1991
- Plesionika longicauda (Rathbun, 1901)
- Plesionika longidactylus Li & Komai, 2003
- Plesionika longipes (A. Milne-Edwards, 1881)
- Plesionika lophotes Chace, 1985
- Plesionika macropoda Chace, 1939
- Plesionika martia (A. Milne-Edwards, 1883)
- Plesionika mexicana Chace, 1937
- Plesionika miles (A. Milne-Edwards, 1883)
- Plesionika minor Calman, 1939
- Plesionika multispinosa (Zarenkov, 1971)
- Plesionika narval (Fabricius, 1787)
- Plesionika neon Komai & Chan, 2010
- Plesionika nesisi (Burukovsky, 1986)
- Plesionika ocellus (Spence Bate, 1888)
- Plesionika orientalis Chace, 1985
- Plesionika ortmanni Doflein, 1902
- Plesionika pacifica Edmondson, 1952
- Plesionika parvimartia Chace, 1985
- Plesionika payeni Chan & Crosnier, 1997
- Plesionika persica (Kemp, 1925)
- Plesionika philippinensis Chace, 1985
- Plesionika picta Chan & Crosnier, 1997
- Plesionika polyacanthomerus Pequegnat, 1970
- Plesionika poupini Chan & Crosnier, 1997
- Plesionika protati Chan & Crosnier, 1997
- Plesionika pumila Chace, 1985
- Plesionika quasigrandis Chace, 1985
- Plesionika reflexa Chace, 1985
- Plesionika revizeei Cardoso, 2011
- Plesionika rossignoli Crosnier & Forest, 1968
- Plesionika rostricrescentis (Spence Bate, 1888)
- Plesionika rubrior Chan & Crosnier, 1991
- Plesionika rufomaculata Chan, 2004
- Plesionika sanctaecatalinae Wicksten, 1983
- Plesionika scopifera Chan, 2004
- Plesionika semilaevis Spence Bate, 1888
- Plesionika serratifrons (Borradaile, 1900)
- Plesionika simulatrix Chace, 1985
- Plesionika sindoi (Rathbun, 1906)
- Plesionika spinensis Chace, 1985
- Plesionika spinidorsalis (Rathbun, 1906)
- Plesionika spinipes Spence Bate, 1888
- Plesionika suffusa Chan, 2004
- Plesionika taiwanica Chan & Yu, 2000
- Plesionika tenuipes (Smith, 1881)
- Plesionika trispinus Squires & Barragan, 1976
- Plesionika unicarinatus (Borradaile, 1915)
- Plesionika unicolor Komai & Tsuchida, 2014
- Plesionika unidens Spence Bate, 1888
- Plesionika williamsi Forest, 1964
- Plesionika willisi (Pequegnat, 1970)
- Plesionika yui Chan & Crosnier, 1991